# Bitwa pod Aquae Sextiae
Bitwa pod Aquae Sextiae – starcie zbrojne, które miało miejsce jesienią 102 p.n.e. pomiędzy dowodzonymi przez Gajusza Mariusza legionami rzymskimi a armią germańskich Teutonów. Bitwa zakończyła się wielkim zwycięstwem wojsk Mariusza podobnie jak stoczona w następnym roku bitwa pod Vercellae, w której armia rzymska pobiła germańskich Cymbrów.
Kampania Mariusza przeciwko obydwu plemionom była skutkiem ich najazdów na terytorium rzymskie w Galii i Hiszpanii, oraz kilku dotkliwych porażek jakich doznała wówczas armia rzymska, z których największą była klęska pod Arausio w roku 105 p.n.e. Armia dowodzona przez konsulów Gnejusza Maliusza Maksymusa i Kwintusa Serwiliusza Cepiona została wówczas całkowicie zniszczona, zaś nieliczni, którzy ocaleli z pogromu, byli wieszani przez barbarzyńców na drzewach pobliskiego lasu.
Przez kolejne trzy lata konsulem wybierany był Gajusz Mariusz, doświadczony i obdarzony wielkim talentem wojskowym dowódca. Jego zadaniem było przygotowanie nowej armii do walki z Germanami, którzy w każdej chwili mogli najechać Italię. Czas konsulatu od 104 p.n.e. do 102 p.n.e. Mariusz wykorzystał na szkolenie legionistów i hartowanie ich w walkach z ludami alpejskimi.
W 102 p.n.e. do Rzymu dotarły informacje o marszu Cymbrów i Teutonów na Italię. Jednakże oba plemiona postanowiły napaść na Italię osobno. Wtedy Mariusz po zakończeniu zimy wyruszył z wojskiem złożonym z 4 legionów, przekroczył Alpy i założył starannie przygotowany do obrony obóz nad Rodanem. W obozie zgromadzono zapasy żywności i wykopano wokół niego wał oraz wzniesiono fortyfikacje. Germanie rozpoczęli oblężenie obozu Rzymian, ale ich szturmy zostały odparte i ponieśli znaczne straty, wobec tego zrezygnowali z dalszych ataków i wyruszyli w kierunku Alp z zamiarem wkroczenia do Italii. W tym czasie w Italii stacjonowały wojska drugiego konsula Kwintusa Lutacjusza Katulusa, lecz były o połowę mniejsze niż wojska zgromadzone przez Mariusza. Dlatego konieczne dla Rzymian stało się sprowokowanie barbarzyńców do starcia.
Do starcia doszło jesienią 102 p.n.e. pod Aquae Sextiae (Wody Sekstiusza, dzisiejsze miasto Aix-en-Provence w południowej Francji). Wstępem do właściwej bitwy była bitwa przy wodopoju stoczona kilka dni wcześniej ze strażą tylną maszerujących w kierunku Italii Teutonów, którą stanowiło 30 000 Ambronów. Założyli oni swój obóz na północnym stromym brzegu rzeki L'Arc. Po drugiej stronie rzeki na jednym ze wzgórz założył obóz Mariusz. Walka rozpoczęła się od starć służby obozowej z Germanami, przy czerpaniu wody z rzeki. Mariusz wysłał na pomoc oddziały wojsk posiłkowych Ligurów, którzy zamieszkiwali pobliskie tereny. Gdy Ambronowie wyparli Ligurów na drugą stronę rzeki, zostali zaatakowani przez legiony rzymskie, które atakowały po zboczu i zepchnęły przeciwników w kierunku rzeki. Szyk barbarzyńców załamał się w nurcie rzeki i wtedy rozpoczęła się paniczna ucieczka w kierunku obozu. Ambronowie ponieśli dotkliwą klęskę, a Rzymianie wycofali się do swojego obozu i kontynuowali jego umacnianie.
Na wieść o pogromie Ambronów, król Teutonów Teutobod, postanowił zebrać wszystkie maszerujące oddziały i zaatakować Rzymian całością sił. Oprócz tego utworzył silny przyczółek po drugiej stronie rzeki. Mariusz natomiast postanowił wykorzystać ukształtowanie terenu i wciągnąć barbarzyńców w pułapkę. Ustawił piechotę przez obozem położonym na wzgórzu, a jazdę przed nią z zadaniem zwabienia przeciwnika do ataku pod górę w kierunku obozu. Dodatkowo ukrył w lesie 3000 ciężkozbrojnej piechoty pod wodzą Klaudiusza Marcellusa, przygotowanej do ataku na tyły Germanów w stosownym czasie. Bitwa rozpoczęła się od ataku rzymskiej jazdy, która została odparta przez Germanów i wtedy zwarty szyk Teutonów zaczął atakować pod górę piechotę przeciwnika. Rzymianie zasypali gęsto ustawionych Germanów tysiącami oszczepów, a potem w walce wręcz spychali ich w kierunku rzeki. Tam na płaskim terenie uderzył na tyły Teutonów ukryty w zasadzce oddział Klaudiusza Marcellusa i wywołał panikę w germańskim wojsku.
Mariusz odniósł wielkie zwycięstwo, całkowicie niszcząc armię barbarzyńców. W bitwie poległo łącznie około 100 000 Germanów (z łącznej liczby 110 000). Do niewoli dostał się król Teotobod i uświetnił triumf Mariusza w Rzymie. Wielu ocalałych, nie chcąc oddać się w rzymską niewolę, masowo popełniało samobójstwa, mordując wcześniej swoje żony i potomstwo. Rzymianie stracili w bitwie około 900 ludzi.